# Mato (generale)
Mato (in greco antico: Μάθως?; ... – Cartagine, 237 a.C.) è stato un condottiero cartaginese, fu uno dei capi militari più importanti dei mercenari che si ribellarono a Cartagine nel 241 a.C., dopo la prima guerra punica.
Di origine africana, dopo aver militato nell'esercito cartaginese, collaborò con Spendio nella grande rivolta e dimostrò energia e coraggio durante gli anni della guerra. Contrario ad ogni clemenza e fautore di una guerra senza pietà, fu l'ultimo dei capi ribelli a soccombere, lottando fino all'ultimo contro le forze regolari cartaginesi di Amilcare Barca. Fatto prigioniero, venne brutalmente torturato e ucciso.
Mato è presente come uno dei personaggi principali nel romanzo storico di Gustave Flaubert del 1862 Salammbô.